# Lietzsch
Lietzsch ist ein Stadtteil von Gera. Der zuvor eigenständige Ort wurde am 1. Juli 1950 eingemeindet.

## Geographie
Lietzsch ist im Südosten der Stadt Gera am Hang des Wipseberges, östlich der Weißen Elster zwischen Äckern, Feldern und Wald gelegen.

## Geschichte
Urkundlich erstmals erwähnt wurde Lietzsch 1501. Der Ort ist ein typisches Platzdorf sorbischer Gründung. Historisch zum Königreich Sachsen gehörend, unterstand Lietzsch dem Amt Borna, ab 1832 dem Amt Werdau. Zuständiger Pfarr- und Schulort war Liebschwitz. Während der Napoleonischen Kriege 1806 wurden zwei plündernde französische Soldaten von aufgebrachten Bauern in Lietzsch erschossen. Große Teile der Ländereien in Lietzsch gehörten über lange Zeit der auf dem Rittergut Liebschwitz ansässigen Familie von Ziegenhierd, welche nach dem Frieden von Wien 1815 erfolgreich gegen die Abtretung ihrer Gutsorte an Preußen intervenierte. Das sogenannte Ziegenhierdsche Ländchen (Liebschwitz, Lietzsch, Lengefeld und Taubenpreskeln) verblieb beim Königreich Sachsen. 1928 wurde die Wasserleitung gebaut. Durch Flächentausch zwischen Thüringen und Sachsen 1928 Thüringen zugeordnet, war Lietzsch bis zur Eingemeindung nach Gera, die am 1. Juli 1950 wirksam wurde, dem ehemaligen Landkreis Gera angehörig.

## Entwicklung der Einwohnerzahl
| Jahr      | 1834 | 1857 | 1900 | 1939 | 2006 | 2008 |
| Einwohner | 64   | 62   | 74   | 59   | 28   | 25   |

## Verkehr
- Unweit des Ortes verläuft im Elstertal die Bundesstraße 92.
- Nächstgelegener Bahnhof war bis zum 24. Oktober 2016 der Bahnhof Gera-Liebschwitz bzw. der Bahnhof Gera-Ost nach deren Schließung wegen der Stilllegung des Teilabschnitts der Elsterbahn der Bahnhof Gera-Zwötzen.
- Weitere ÖPNV-Anbindungen (Bus) besteht mit der GVB-Linie 16 bzw. RVG-Linie 219.

## Freizeit

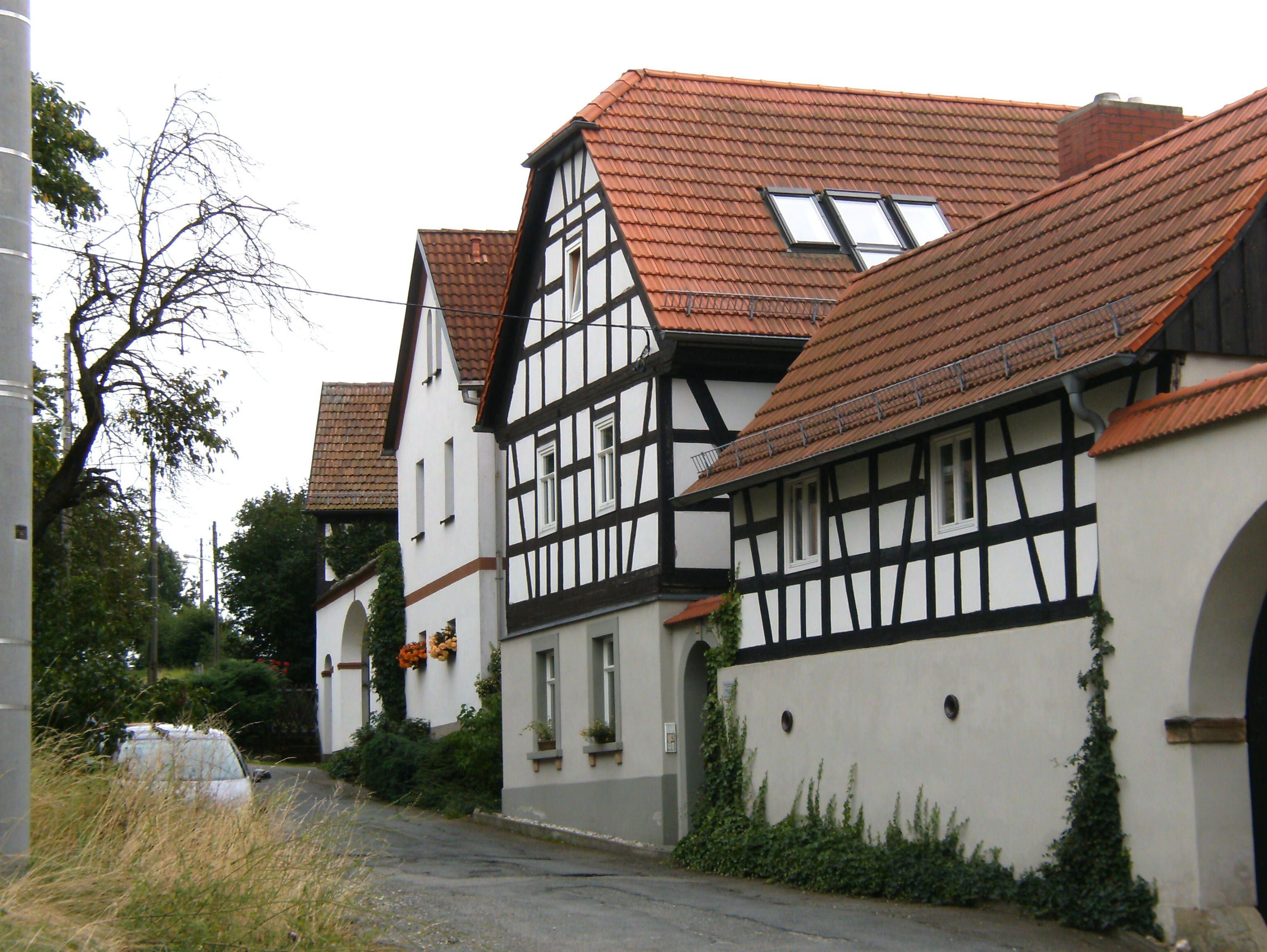
Alte Höfe in Lietzsch

Lietzsch liegt zwischen Äckern, Feldern und Wald, das sehr schöne Ortsbild mit großen, gepflegten Vierseithöfen, teilweise in Fachwerkbauweise, sowie die Quellgrotte und einige Teiche machen den Ort für Naturliebhaber attraktiv.

## Bildung
Nächstgelegene Kindereinrichtung ist die
- Kindereinrichtung Wipsezwerge in Liebschwitz.

Die nächstgelegene Grundschule ist seit dem Schuljahr 2009/10 in Zwötzen die
- Grundschule 9 Zwötzener Schule.

Die Montessori-Grundschule Waldschule Liebschwitz zog im Jahr 2009 um in die Neulandschule, die nun Pfortener Schule Gera genannt wird.
Die nächstgelegene Regelschule ist die
- Staatliche Regelschule 4 in Lusan.